# Atwater Hill
Atwater Hill är en kulle i Antarktis. Den ligger i Västantarktis. Argentina, Chile och Storbritannien gör anspråk på området. Toppen på Atwater Hill är 7 meter över havet.
Terrängen runt Atwater Hill är platt. Havet är nära Atwater Hill åt sydost. Trakten är obefolkad. Det finns inga samhällen i närheten. 